# Dublin-forordningen
Dublinforordningen (Forordning nr. 604/2013, undertiden Dublin III-forordningen, tidligere Dublin II-forordningen og Dublinkonventionen) er en EU-forordning, der fastsætter kriterierne og procedurer til afgørelse af, hvilken af Den Europæiske Unions (EU) medlemsstater, der er ansvarlige for at behandling af asyslansøgere, som søger international beskyttelse i overensstemmelse med Genevekonventionen samt EU's kvalifikationsdirektiv (sidstnævnte deltager Danmark ikke i). Den er en hjørnesten i Dublin-systemet, som består af Dublin-forordningen og EURODAC-forordningen, der etablerer et fælles europæisk fingeraftryksregister for illegale indvandrere i EU. Dublinforordningen har til formål "hurtigt at afgøre, hvilken medlemsstat der er ansvarlig [for behandling af asylansøgning]", og giver dermed andre medlemsstater mulighed for at sende en asylansøger tilbage til den ansvarlige medlemsstat. Normalt vil den ansvarlige medlemsstat være staten, hvorigennem asylansøgeren først kom ind i EU.

## Historie
Hele Dublinregimet blev grundlagt med Dublinkonventionen, der blev underskrevet i Dublin, Irland, den 15. juni 1990, men trådte først i kraft den 1. september 1997 for de første 12 underskrivere (Belgien, Danmark, Frankrig, Grækenland, Holland, Irland, Italien, Luxembourg, Portugal, Spanien, Storbritannien og Tyskland), den 1. oktober 1997 for Sverige og Østrig, og 1. januar 1998 af Finland. Selv om konventionen udelukkende kunne tiltrædes af medlemsstater i Det Europæiske Fællesskab (EF), indgik Norge og Island særaftaler om at implementere aftalens bestemmelse i disse lande.
Dublin II-forordningen, der blev vedtaget i 2003, erstatter Dublinkonventionen i alle EU-lande undtagen Danmark, som har et forbehold for at gennemføre regler på det strafferetslige samarbejde samt de indre anliggende (retsforbeholdet). Danmark underskrev en aftale med EU om at implementere Dublin II-forordningen i Danmark, som trådte i kraft i 2006. Der blev ligeledes indgået en separat aftale med Island og Norge i 2006.. Den 5. juni 2005 afholdt Schweiz en folkeafstemning om tiltrædelse til Dublin II-forordningen, hvilket blev godkendt af 54,6 %. Derefter indgik EU en aftale med Schweiz den 1. marts 2008, og Liechtenstein, der begge ikke er medlem af EU. En separat aftale gjorde det også muligt for Danmark at deltage i samarbejde med Schweiz og Liechtenstein.
Den 3. september 2008 fremlagde Europa-Kommissionen ændringer til Dublinforordningen, som åbnede for en reform af hele Dublin-systemet.. Dublin III-forordningen (nr. 604/2013) blev vedtaget i juni 2013, erstatter Dublin II-forordningen og er gældende for alle medlemsstater på nær Danmark.. Den trådte i kraft den 19. juli 2013. Den er baseret på samme princip på de to foregående, dvs. at den første medlemsstat, hvor fingeraftryk lagres eller en asylansøgning indgives. er ansvarlig for en persons asylansøgning.

## Målsætninger
Et af hovedformålene med Dublinforordningen er at forhindre en asylansøger i at indgive ansøgninger i flere medlemsstater. Et andet mål er at reducere antallet af "rejsende" asylansøgere, som er sendt fra medlemsstat til medlemsstat. Det land, som asylansøgeren først søger om asyl i, er ansvarligt for enten at acceptere eller afvise asyl, og den søgende må ikke genstarte processen i en anden jurisdiktion.

## Kritik
Ifølge Dublinforordningen skal en asylansøger søge om asyl i det første EU-land, vedkommende ankommer til, og hvis han eller hun krydser grænsen til et andet EU-land efter at være registreret med fingeraftryk, vil vedkommende blive returneret til det første EU-land igen. Kritikere mener, at denne ordning vil lægge et forholdsvis stort pres på de lande, der udgør EU's ydergrænser, fordi disse som regel vil være de(t) første land(e), som asylansøgere ankommer til.

## Delvis suspendering af forordningen under Flygtningekrisen i 2015
Uddybende artikel: Flygtningekrisen i Europa 2015.
I henhold til Dublinforordningen skal asylansøgere søge om asyl i det første EU-land, de ankommer til, og hvis de krydser grænsen til et andet EU-land efter at være registreret med fingeraftryk, kan de returneres til første EU-land. Under flygtningekrisen i Europa i 2015 steg presset på Ungarn som følge af en øget tilstrømning af asylansøgere, at Ungarn den 23. juni 2015 besluttede at indstille modtagelsen af ansøgere, der senere havde krydset grænsen til andre EU-lande, og så var blevet tilbageholdt i disse lande. Den 24. august besluttede Tyskland at suspendere Dublinforordningen for så vidt angår syriske flygtninge, og derefter selv behandle deres asylansøgerne, selvom de skulle være registreret i et andet EU-land. Den 2. september 2015 meddelte Tjekkiet, at de ville trodse forordningen og tilbyde at behandle asylansøgninger fra syriske flygtninge i Tjekkiet (dvs. få asyl der) eller lade dem fortsætte deres rejse til andre steder. Andre medlemslande, såsom Ungarn, Slovakiet og Polen, har officielt meddelt deres modstand mod en evt. revision eller udvidelse af Dublinforordningen. De er specielt bekymrede for indførelsen af nye obligatoriske eller permanenter kvoter for fordeling af asylansøgere.